# II Gobierno Constitucional de Portugal
El II Gobierno Constitucional de Portugal comenzó el 23 de enero de 1978 y terminó el 29 de agosto del mismo año. Lo constituyó una coalición entre el Partido Socialista y el Centro Democrático Social.

## Composición
- Primer Ministro: Mário Soares
- Ministro Adjunto al primer ministro: António de Almeida Santos
- Ministro de Defensa Nacional: Mário Firmino Miguel
- Ministro de Finanzas y Planificación: Vitor Constâncio
- Ministro de Justicia: José Santos Pais
- Ministro de Administración Interna: Jaime Gama
- Ministro de Asuntos Exteriores: Vítor Sá Machado
- Ministro de Reforma Administrativa: Rui Pena
- Ministro de Agricultura y Pesca: Luís Saia
- Ministro de Industria y Tecnología: Carlos Melancia
- Ministro de Comercio y Turismo: Basílio Horta
- Ministro de Trabajo: António Maldonado Gonelha
- Ministro de Educación y Cultura: Mário Sottomayor Cardia
- Ministro de Asuntos Sociales: António Arnault
- Ministro de Transportes y Comunicaciones: Manuel Ferreira Lima
- Ministro de Vivienda y Obras Públicas: António Sousa Gomes

- Datos: Q683287